# 赛义德·伊扎迪
赛义德·伊扎迪（1964年—2025年6月21日）是伊朗伊斯兰革命卫队准將。 
2010年代末，他出任聖城軍“巴勒斯坦军团”負責人，負責向抵抗軸心勢力（哈马斯、巴勒斯坦伊斯兰圣战运动、真主党）提供资金和武器。 赛义德·伊扎迪因而受到美国和英国的制裁。 
2025年6月21日，赛义德·伊扎迪在伊朗—以色列戰爭期間阵亡。 